# Јатаган мала
Јатаган мала било је нелегално београдско насеље. Настало је крајем 1919. године на територији данашње општине Савски венац, на празном општинском земљишту на падини између данашње Мостарске петље, Булевара Франше д’Епереа и данашњег Булевара ослобођења, испод Опште државне болнице (данашњи Клинички центар). Захваљујући ангажовању својих становника постепено прерастала из насеља беде у типично насеље са београдске периферије и представља претечу свих касније насталих дивљих београдских насеља. Насеље је постојало у периоду између Првог и Другог светског рата, а ширењем и урбанизацијом Прокопа, Мостара, Западног Врачара и пре свега клиничког комплекса Клиничког центра Србије постепено је нестајало, да би 60-их година 20. века било и физички уклоњено са београдског терена. Разлози за рушење Јатаган мале били су такође и изградња ауто-пута кроз Београд и организовање Прве конференције несврстаних.

## Име
Име насеља састављено је од две турске речи: јатаган (тур. yâtâghân) – врста дугог, кривог ножа и
махала или краће мала (тур. mahalle) - део града, четврт, кварт.
Постоји неколико митова о пореклу имена. Најчешће помињан у тадашњим новинским чланцима тврди да су њени становници преко ноћи, како се тада говорило "на јатаган" отимали земљиште од државе. Други мит тврди да име потиче од тога што су приликом изградње кућа становници овог насеља користили управо јатаган. Сами становници су причали да је име настало зато што је приликом ископавања земље за темеље једне од првих кућа пронађен стари јатаган.
Име Јатаган мала временом је постало синоним за лоша београдска насеља, па се тако једно периферијско насеље, Калмичка колонија, у неким текстовима називала "нова Јатаган-мала".

## Настанак Јатаган мале
Штета која је нанета Београду током Првог светског рата, а посебно током бомбардовања 1915, била је огромна. Према проценама из 1927, уништено је око 25% стамбеног фонда. Други стамбени објекти су за време окупације били напуштени, неодржавани, опљачкани, па се процењује да је приближно трећина станова, била у таквом стању да није могла бити коришћена. У неколико наврата општина је покушавала да нађе решење за тешку стамбену ситуацију београдског сиромашног становништва. Решење је тражено у изградњи малих и јефтиних станова задовољавајућих хигијенских услова и по цени кирије приступачних за скромна примања сиромашних општинских чиновника и радника. Нпр. иза Вајфертове пиваре, до самог Мокролушког потока подигнуте су око 1920. три бараке са по 10 станова. И већа индустријска предузећа подизала су, углавном у склопу фабричких комплекса, зграде са становима за своје квалификоване раднике и ниже чиновнике. С друге стране, крај Првог светског рата означио је потпуно нову етапу у развоју Београда. Завршетак рата, повратак избеглог становништва, прилив оних који су пословима били везани за престоницу – чиновника, војске, полиције, али и велике масе полуписменог, неквалификованог и сиромашног сеоског становништва, створили су од Београда, како то каже Слободан Ж. Видаковић, "најјачи гравитационо-урбанистички центар у држави". Нове функције престонице и раст популације довели су до брзог и скоковитог урбанистичког развоја града. Крајем 1910. године Београд је имао око 90.000 становника, што се није битно променило ни до почетка Првог светског рата. Према попису аустроугарских окупационих власти из 1916, у граду је после окупације остало свега око 48.000 становника. Међутим, већ 1921. у Београду је живело око 112.000 становника, а 1931. године око 240.000 у градском рејону, односно око 260.000 на територији атара. Пред Други светски рат, 1939, број становника је нарастао на око 314.000. Постојећи стамбени фонд био је недовољан да подмири потребе сиромашних чиновника и радника и готово занемарљив у односу на бројну београдску сиротињу, која је живела у стамбеној беди. Слободан Ж. Видаковић, писао је почетком тридесетих година прошлог века да је "Београд до рата био град чиновника, а од рата је град сиротиње!"
Изградња Јатаган мале започета је пред крај 1919. године, на празном општинском земљишту испод Државне болнице, у долини Мокролушког потока, на месту некадашњих позајмишта камена и земље, код Крагујевачког ђерма, испод Карађорђевог парка. Прве куће су подигнуте на алувијуму Мокролушког потока, уз тада још нерегулисану Улицу војводе Мишића, касније названу Франше д’Епереа. Мокролушка река је касније каптирана у подземни канал испод аутопута кроз Београд, на делу који данас захвата Булевар Франше д’Епереа. Градило се преко ноћи, а свако је "себи оградио земљиште и сматрао се сопствеником истог". Новинари тадашњег листа Време о ницању насеља Јатаган мала бележе у тексту из 1933. године следеће:
| „ | ... једног јутра становници Крагујевачког Ђерма и Карађорђевог парка погледали кроз своје прозоре и згранули су се, као да стоје пред неким чудом. Уосталом, ствар није била нимало једноставна. На пштинском плацу, који се пружао од Опште државне болнице и Карађорђевог парка до Топовских шупа, на коме још увече није било ничега сем блата, појави се ујутру десетак страћара из којих су се весело дизали у ваздух праменови беличастог дима ... | ” |

Међу становницима новог насеља било је и доста општинских службеника, на пролеће 1922. је био један покушај расељавања, од кога се одустало због отпора насељених.

## Раст и развој насеља
Према анкети из 1923, "ова колонија бедника" има 294 "кућице" са 1.008 становника, од чега 303 деце испод 14. Занимљиво да је најесен те године, овај "најсиромашнији крај Београда" дао "можда најскупоценији поклон" поводом крштења престолонаследника Петра: мали сребрни јатаган, украшен златом, у златним корицама као и "фермен, јелек, тозлуке од црвене чоје богато увезене златом, астраганску шубару, опанке, кошуљу и гаће од српског платна".
Већ 1924. године насеље се простирало од данашње Мостарске петље до места на коме се данас налазе зграде Медицинског факултета, што је потез дужине око 1,5 km, на западу широко око 45 м, док је ширина према истоку расла и износила око 200 м. У Јатаган-мали тада је живело 1.877 становника у 490 објеката, који су се најчешће састојали од кухиње и собе, а готово једна четвртина објеката имала је само једну просторију. Постојало је и 16 радњи, као што су пиљарнице, дућани, ковачнице, обућарска и фотографска радња. Први становници Јатаган мале били су махом Београђани и људи службом везани за Београд, који нису имали новца да плате ни јефтине плацеве у новим насељима која су ницала на периферији, а камоли високе кирије за станове у граду. Ту су живели људи различитих професија, од служитеља, музичара, железничара, пиљара, радника, чистача и надничара, па до чиновника и официра. Половина становника имала је дневну надницу која није била довољна ни за остварење минимума егзистенције. Почетком фебруара 1924. одржана је прва забава у насељу, у највећем локалу "Карађорђев шанац".
Насеље није имало канализацију и струју, а становништво се водом снабдевало са три чесме које је у насељу поставила општина. Терен на коме је никло насеље налазио се на падини испресецаној јаругама, која се стрмо спуштала ка Мокролушком потоку, са напуштеним каменоломом у средини, па су се спонтано формирале шире и уже, неправилних стаза и пролази, који су оивичавали неправилне блокове стамбених објеката. Парцеле су биле неправилне, различитих облика и димензија, површине 30 - 300 метара квадратних, у зависности од тога ко се када доселио и доградио себи већи или сасвим мали комад земљишта, а куће су биле постављене без реда, уз бочну ивицу парцеле, у углу или на средини плаца, на брежуљку или на ивици јаруге. Квалитет стамбеног простора био је лош, са понеким изузетком малих, солидније грађених кућа. Хигијенски услови били су поражавајући, а на једног становника просечно је долазило 4,26 квадратних метара стамбеног простора. Понегде је у једној просторији живело и до 10 особа. Висина просторија у којима се становало и спавало често је била 1,4 - 1,8 метара, а само у 30 случајева већа од 2,7 m, што се тада сматрало неопходним хигијенским минимумом. Куће су углавном градили сами становници, без плана и често без помоћи мајстора. Објекти су били од различитих материјала: комбинација опеке и блата, даске и блата, трске са блатом. Кровови су покривани црепом, плехом или тером. Врата су била мала, а прозори једва видљиви или их уопште није било.
Временом се структура становника мењала и у насеље су почели да се досељавали ситне занатлије и људи без сталног занимања, који су запоседали преостале празне плацеве и сами зидали куће, куповали их од претходних власника, или су становали "под кирију". Растом и ширењем насеља побољшавао се квалитет кућа и комуналних и хигијенских услова. Тако је 1929. у насељу било 15 чесми, али канализација и даље није постојала, већ се употребљена вода просипала испред и око кућа, чиме је стварано нездраво блато, или у одводне канале, ако их је било.
Године 1931. комунална ситуација била је знатно другачија. У насељу је тада живело око 8.000 људи. Готово све куће су имале електрично осветљење и биле су прикључене на водовод. Посебно је занимљив податак да су становници редовно плаћали све рачуне за струју и воду, као и друге општинске и државне таксе, укључујући и порез на зграде и земљиште. Фотографије Јатаган мале из тог периода сведоче да је централни део изгубио карактер "насеља беде". На њима се виде скромне куће и уређена дворишта, а ни у ком случају бедне уџерице регистроване 1924. го-дине. Према подацима које је тада евидентирао Комитет за измештање Јатаган мале и Прокопа Општине града Београда у насељу се тада налазило 1.437 кућа, са око 5.600 становника. Тих година се у насељу повећао број различитих радњи и дућана, па их је било укупно 82, међу којима је био и већи број пекара, бакалница, пиљарница, кафана, бифеа, берберница, а постојала је и једна народна кухиња. Према Плану Београда из 1932. године, у источном делу насеља налазила се и пијаца.
Упоредо са побољшањем комуналних прилика и ширењем услуга у насељу повећавао се и број оних који су изнајмљивали станове. Налаз Комисије из 1931. године показао је такође да се структура становништва мењала и у погледу односа између броја власника и закупаца. Наиме, те године су у својим кућама живеле 673 породице, док су у 764 кућа живели закупци. Власници кућа су потицали из редова државних, самосталних и приватних службеника, делом и радника, док су закупци углавном били неквалификовани радници. Тих година у насеље се досељавао све већи број ромских породица, којих је било између 120 и 150.

## Рушење Јатаган мале
Београдска општина је имала колебљив и несигуран став према Јатаган-мали и њеним становницима. Главна дилема била је да ли треба, у условима тешке послератне стамбене кризе, порушити Јатаган малу. Превагнуо је став да кров над главом сиротиње не треба рушити, већ побољшати услове становања, па је Општина, одмах по ницању првих кућа, подигла три чесме, а почетком 20-их година 20. века изградила у њиховој непосредној близини и малу "колонију" намењену сиромашнима. Општина је такође подигла и једну од својих првих стамбених зграда са 28 станова, а Министарство социјалне политике 20 барака са око 70 станова од средстава из ратне одштете. Оваквом комбинацијом нелегалне и легалне изградње, обе намењене сиромашним грађанима, читаво подручје добило је карактер сиромашног, који је задржало све до рушења. Позитиван став Општине града Београда према Јатаган мали среће се и касније, када се насеље проширило све до Булевара ослобођења и Карађорђевог парка и када се први пут чуо предлог да се на известан начин озакони. Чак се појавио и предлог да се у насељу изгради Дом културе, који је био планиран на централном тргу будућег уређеног насеља и требало је да означи почетак препорода овог краја и претварања Јатаган мале у уређено модерно насеље. Иницијатор ове идеје било је Друштво Карађорђевог шанца. Општина града Београда најпре је прихватила ову замисао, али се касније одустало од те идеје и почело се разматрати рушење насеља и пресељење породица на другу локацију.
Прво рушење започето је 1931. године, ради проширења регулације и изградње канализационог колектора у Булевару Франше д’Епереа, када је уклоњено око 60 објеката. Првобитна замисао била је да се за пресељење власника порушених кућа купе имање Маринков забран и плац извесног Мијовића на Вождовцу, што је и учињено. На седници Градског већа, одржаној 23. октобра 1934. године донета је одлука о дефинитивном рушењу Јатаган мале. Из закључка са ове седнице проистекао је и захтев да се проуче стамбени проблеме београдске сиротиње, посебно у Јатаган мали, и да се предложи њихово рационално решење. Године 1938. порушено је 165 кућа у делу насеља око "Мостара", а њиховим власницима исплаћена је новчана надокнада. У септембру те године је рушено око 80 кућерака на углу Милоша Великог и Франше д’Епереа, ради градње Више педагошке и Више грађанске школе. Највећи број кућа, око 450, порушен је крајем 1939. и почетком 1940. године (почевши од 25. августа 1939.) ради проширења факултетског комплекса и изградње Ветеринарског факултета. Становништво се због рушења преселило на друге локације, а једна од најпознатијих била је Маринкова бара, у којој се настанио већи број ромских породица; друге локације су биле Макишко поље и Душановац. У августу 1940. се говори о "рушењу последњих чатрља". Јатаган мала је потпуно расељена почетком 60-их година 20. века, приликом припрема за организовање Прве конференције несврстаних и изградње аутопута кроз Београд. Становници су углавном пресељени у ново насеље на Лединама.

## Културни утицај
Године 1953. редитељ Душан Макавејев снимио је кратки документарни филм Јатаган Мала.
Јатаган мала је и једна од централних локација на којима се одиграва радња серије Сенке над Балканом. Амбијент насеља реконструисан је у селу Баранда, на истом месту на којем су се налазиле и кулисе реконструисаног насеља Чубура за серије Монтевидео, Бог те видео! и Монтевидео, видимо се!.